# La Yerba
La Yerba är en ort i Mexiko.   Den ligger i kommunen Chignahuapan och delstaten Puebla, i den sydöstra delen av landet, 110 km öster om huvudstaden Mexico City. La Yerba ligger 2 616 meter över havet och antalet invånare är 497.
Terrängen runt La Yerba är huvudsakligen kuperad, men åt nordost är den platt. Terrängen runt La Yerba sluttar norrut. Runt La Yerba är det ganska tätbefolkat, med 56 invånare per kvadratkilometer. Närmaste större samhälle är Chignahuapan, 12,1 km nordost om La Yerba. I omgivningarna runt La Yerba växer i huvudsak blandskog.